# Милерсбург (Пенсилванија)
Милерсбург (енгл. Millersburg) град је у америчкој савезној држави Пенсилванија.

## Демографија
По попису из 2010. године број становника је 2.557, што је 5 (-0,2%) становника мање него 2000. године.
| Група             | 2000.         | 2010.         |
| Белци             | 2.504 (97,7%) | 2.468 (96,5%) |
| Афроамериканци    | 6 (0,2%)      | 30 (1,2%)     |
| Азијати           | 13 (0,5%)     | 6 (0,2%)      |
| Хиспаноамериканци | 28 (1,1%)     | 30 (1,2%)     |
| Укупно            | 2.562         | 2.557         |